# Usina hidroelétrica Rio do Braço
A Usina hidroelétrica Rio do Braço foi a primeira usina hidroelétrica do Estado de Goiás e uma  das  primeiras  da  região Centro Oeste, montada no município de Ipameri, antes mesmo da Capital do Estado. A Usina Hidroelétrica do Rio do Braço, hoje desativada, recebeu  máquinas  importadas da Alemanha e tornou-se, juntamente com o rio que a impulsiona, uma atração para o município.
A usina fica  a cerca de doze quilômetros da cidade e é cercada por lindas paisagens. Existem pequenas praias de  areias brancas no Rio do Braço, ainda não atingido pela poluição.